# Gaetano Bargnani
Gaetano Bargnani (Adro, 25 luglio 1808 – Milano, 31 luglio 1878) è stato un politico italiano.

## Biografia
Fu deputato del Regno di Sardegna nella II legislatura, eletto nel collegio di Ivrea.